# Sean Fallon
Sean Fallon (ur. 31 lipca 1922 w Sligo, zm. 18 stycznia 2013 tamże) – irlandzki piłkarz, trener piłkarski.

## Kariera piłkarska
Sean Fallon karierę piłkarską rozpoczął w Longford Town w 1946 roku. Po roku powrócił do rodzinnego miasta – najpierw występował w barwach Sligo Distillery, a w latach 1947–1949 był zawodnikiem Sligo Rovers. Następnie przez jeden sezon reprezentował Glenavon, a w 1950 roku został zawodnikiem Celtiku, gdzie występował do 1958 roku, kiedy to zakończył piłkarską karierę z powodu kontuzji.

## Kariera trenerska
Po zakończeniu kariery piłkarskiej Fallon zajął się działalnością trenerską. W latach 1962–1975 pełnił w klubie rolę asystenta menedżera, a w roku 1975, kiedy z powodu wypadku samochodowego do pracy niezdolny był Jock Stein, pełnił rolę tymczasowego opiekuna drużyny.
Fallon jako trener pracował nie tylko w Celtiku. W sezonie 1980–1981 prowadził szkocki Dumbarton F.C.